# Zadnia Galeria Cubryńska

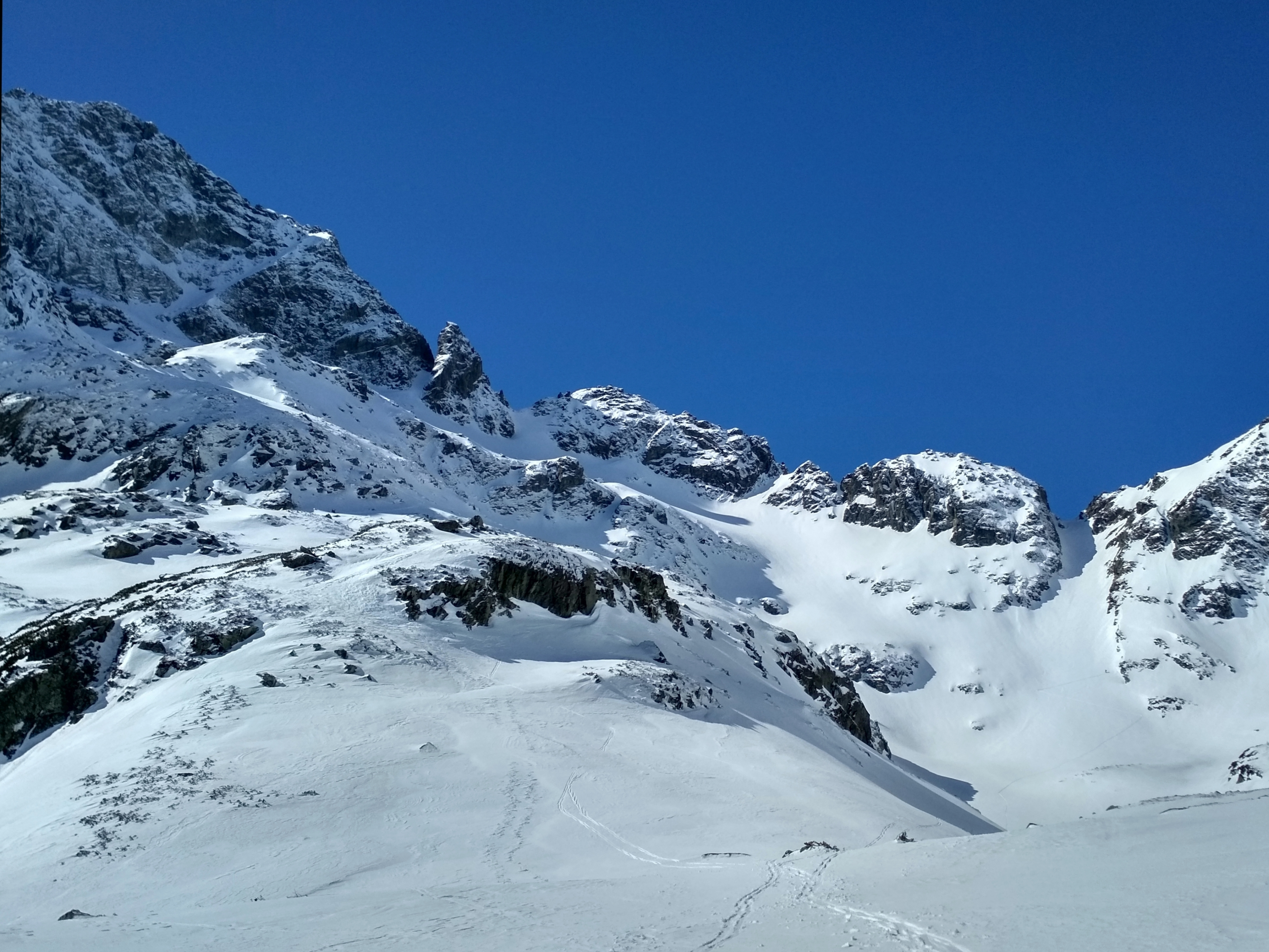
Zadnia Galeria Cubryńska i odcinek grani głównej

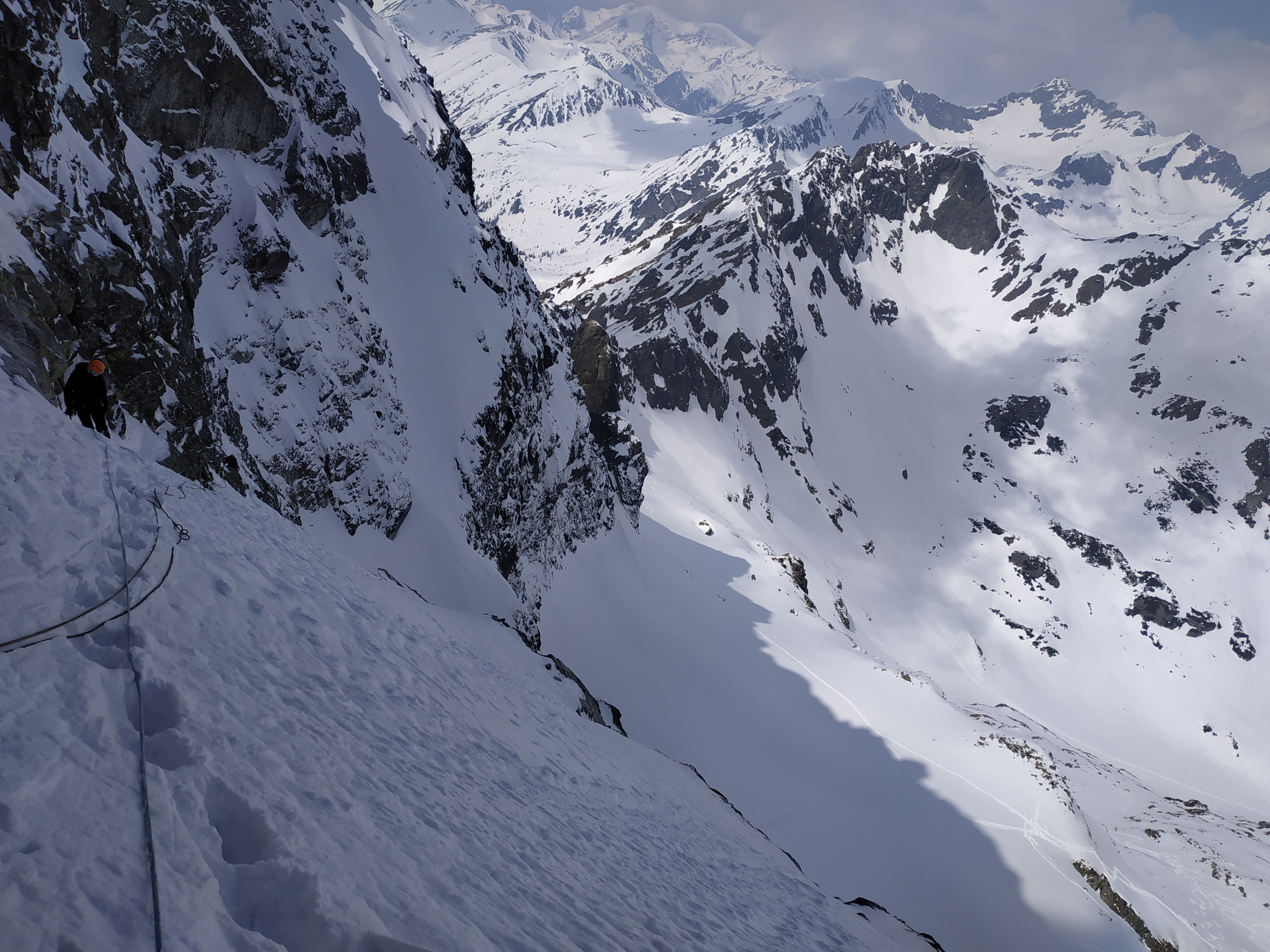
Wspinaczka we wschodniej ścianie nad Zadnią Galerią Cubryńską

Zadnia Galeria Cubryńska (niem. Hintere Mönchtal Galerie, słow. Zadná čubrinská galéria, węg. Hátsó-Csubrinai-terasz) – najwyższe piętro Doliny za Mnichem w polskich Tatrach Wysokich, położone na wysokości około 2070–2150 m. Jest to wielki, piarżysty, często pokryty śniegiem taras, położony nad Małą Galerią Cubryńską, nad górnym wylotem Żlebu pod Mnichem, u stóp północno-zachodniej ściany Cubryny. Przechodzi na zachód, przez kotlinkę za Mnichową Kopą w tarasowate, piarżysto-trawiaste zbocze u stóp Zadniego Mnicha i Ciemnosmreczyńskiej Turni.
Od wschodu ograniczenie Zadniej Galerii Cubryńskiej tworzą urwiska Cubryny od Cubryńskiego Zwornika po turniczkę Żelazko. Odbiegający od Żelazka w zachodnim kierunku piarżysty wał wraz ze znajdującą się na jego przedłużeniu Mnichową Kopą i jej zachodnią granią tworzą ograniczenie północne. Od południa ograniczeniem jest zachodnia grań Cubryny znajdująca się w grani głównej Tatr Wysokich. Zachodnia granica jest umowna. Według Władysława Cywińskiego jest nią piarżysta wypukłość ciągnąca się między Mnichową Kopą a najniższą ostrogą ścian opadających z zach. grani Cubryny. Poniżej znajduje się Mnichowy Piarg.
Do Zadniej Galerii Cubryńskiej ze ścian Cubryny opada szeroki, płytowy zachód, który wyżej rozgałęzia się na dwa Zachody Abgarowicza. Prowadza nimi drogi wspinaczkowe z galerii na Cubrynę.
Piarżysty wał ciągnący się od Żelazka na zachód, Mnichowa Kopa i Mnich tworzą dział wodny między górną częścią doliny Za Mnichem a Mnichowym Żlebem. Jest w nim jedno płytkie wcięcie – Mnichowa Przehyba. W zachodniej części galerii wśród skalnych want znajduje się Zadni Mnichowy Stawek – najwyżej położone jeziorko w Tatrach Polskich.
W górnej części galerii znajduje się Cubryński Śnieżnik – jeden z najbardziej trwałych lodowczyków w Tatrach Polskich. W dolnej części wśród wielkich skalnych bloków jest najwyżej w polskich Tatrach położony staw – Zadni Mnichowy Stawek, który tylko przez około 30 dni w roku pozbawiony jest lodu. W wielkich skalnych blokach nad tym stawem znajduje się koleba.

## Drogi taternickie
Przez Zadnią Galerię Cubryńską nie prowadzi żaden szlak turystyczny, znajduje się ona jednak w rejonie udostępnionym do wspinaczki dla taterników. Do galerii dojść można dwoma drogami:
- Z Doliny za Mnichem przez Zadni Mnichowy Piarg; 0 w skali tatrzańskiej. Od turystycznego szlaku do Wrót Chałubińskiego 30 min,
- Z progu Doliny za Mnichem przez Mnichowy Żleb; krótki odcinek III, 1 godz.[4]

Północnym skrajem galerii prowadzi często używana droga wspinaczkowa na Hińczową Przełęcz.